# شعار اليمن

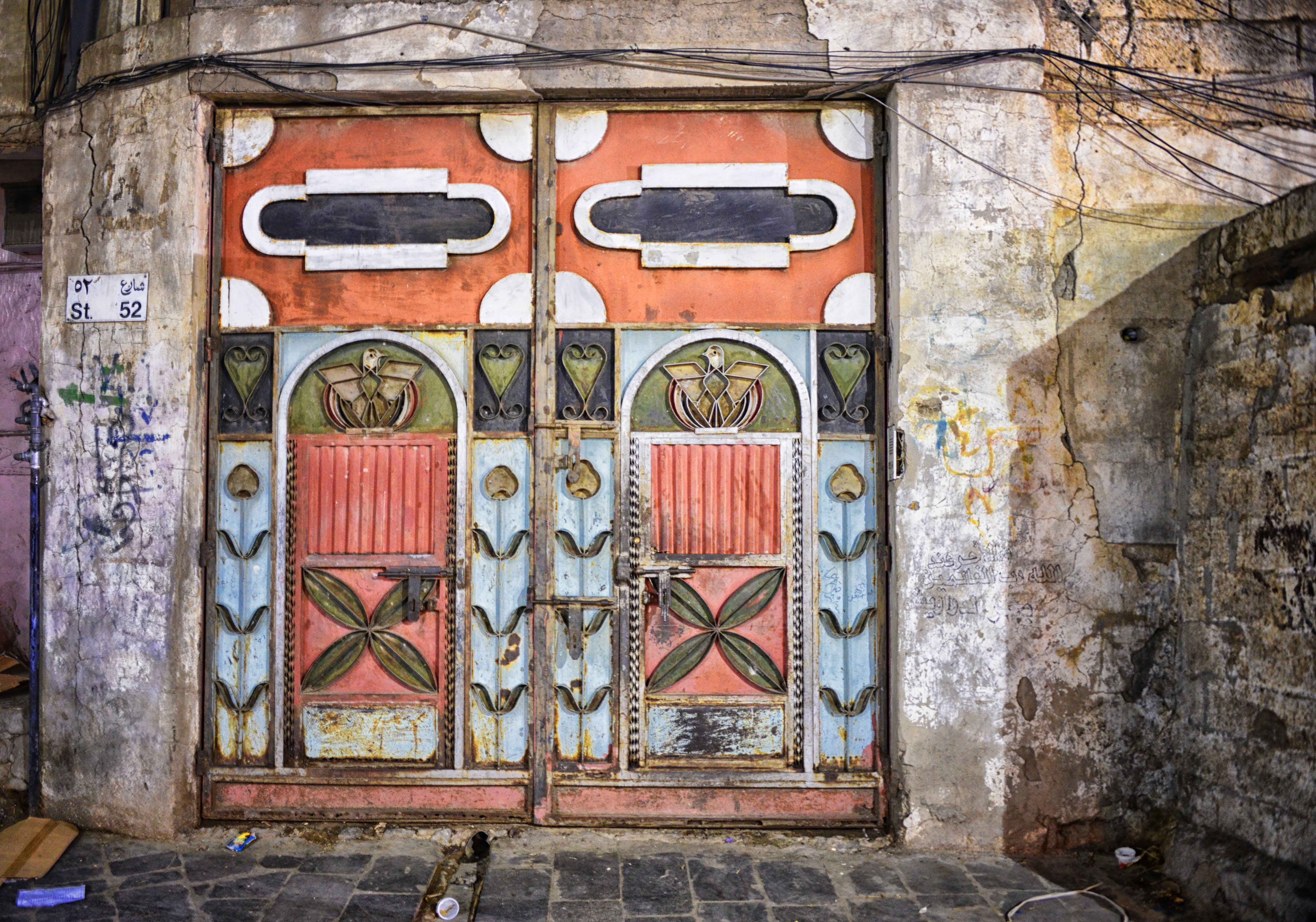
أشكال ترمز إلى نسر الجمهورية على باب يمني

شعار اليمن هو الشعار الرسمي للجمهورية اليمنية وهو عبارة عن نسر يفرد جناحيه، ويمسك بلوحة كتب عليها «الجمهورية اليمنية». كما يوجد اثنان من أعلام اليمن؛ أحدهما على اليمين، والآخر على اليسار، وعلى صدر هذا النسر درع عليه صورة لسد مأرب وشجرة البن ترميزاً لتاريخ اليمن العريق. استخدمت دولة سبأ اليمنية هذا الشعار قبل أكثر من ثلاثة آلاف عام وهو من أقدم الشعارات المتداولة في العالم. وأعيد استخدام هذا الشعار في سبعينيات القرن العشرين كرمز للجمهورية العربية اليمنية من ثم للجمهورية اليمنية عقب الوحدة اليمنية عام 1990م.

## التاريخ

### شمال اليمن
منذ 1918 حتى 1990 كانت اليمن مقسمة بين اليمن الشمالي واليمن الجنوبي، وكان شعار الشمال مشابه أكثر للشعار المعمول به حالياً.

شعار المملكة المتوكلية اليمنية (1918–1962)
شعار الجمهورية العربية اليمنية (1962–1966)
شعار الجمهورية العربية اليمنية (1966–1974)
شعار الجمهورية العربية اليمنية (1974–1990)

### جنوب اليمن
كان شعار جنوب اليمن هو الشعار القومي العربي «نسر صلاح الدين» (على غرار شعار مصر وشعار العراق).

شعار اتحاد إمارات الجنوب العربي (1959–1962)
شعار اتحاد الجنوب العربي (1962–1967)
شعار جمهورية اليمن الجنوبية الشعبية (1967–1970)
شعار جمهورية اليمن الديمقراطية الشعبية (1970–1990)

### شرق اليمن
في أواخر عام 1967، أطاح القوميون بالسلاطين في انقلاب عسكري. وقد أعلنت جمهورية حضرموت العربية الموحدة من قبل ضباط جيش البادية الحضرمي ولم تر النور.
هو الشعار العربي «صقر قريش» (على غرار شعار ليبيا وشعار سوريا).

## مقالات ذات صلة
- رموز اليمن الوطنية
- علم اليمن